# Luiz Carlos Dias (químico)
Luiz Carlos Dias (Balneário Camboriú, 31 de julho de 1964), é um químico e pesquisador brasileiro, professor titular do Instituto de Química da Universidade Estadual de Campinas (Unicamp), onde foi parte da força tarefa de combate ao Covid-19. É membro titular da Academia Brasileira de Ciências (ABC), comendador da Ordem Nacional do Mérito Científico, fellow da International Union of Pure and Applied Chemistry (IUPAC) e da Royal Society of Chemistry.

## Biografia
Luiz Carlos Dias estudou na Escola de Educação Básica Presidente João Goulart, em Balneário Camboriú (SC) na qual cursou o ensino fundamental e no Colégio Cenecista Pedro Antônio Fayal, em Itajaí (SC), em que cursou ensino médio. Ele se formou em Química pela Universidade Federal de Santa Catarina (UFSC) em 1988, obteve seu doutorado em Ciências Químicas pela Unicamp em 1993 e realizou seu pós-doutorado na Harvard University, nos Estados Unidos, entre 1994 e 1995.
Desde junho de 1992, atua como professor no Instituto de Química da Unicamp. Em 2009, se tornou professor titular. Dias tem uma longa carreira, tanto em ensino quanto em pesquisa, sendo também pesquisador nível 1A do Conselho Nacional de Desenvolvimento Científico e Tecnológico (CNPq). Ele tem experiência em síntese orgânica, química medicinal e desenvolvimento de novos fármacos.

## Área de atuação
Sua principal área de atuação é a síntese orgânica e a química medicinal. Desde 1992, Luiz Carlos Dias desenvolve pesquisas nessas áreas, com ênfase na descoberta de novos medicamentos para o tratamento de doenças tropicais que afetam populações negligenciadas, como a malária e a doença de Chagas, sendo um dos principais pesquisadores do Centro de Pesquisa e Inovação em Biodiversidade e Fármacos (CIBFar).
Ele é coordenador do consórcio Molecules Initiative for Neglected Diseases (MINDI), um projeto dedicado à descoberta de novos medicamentos para o tratamento da malária e da doença de Chagas. Esse consórcio é uma parceria entre a Unicamp, a Universidade de São Paulo (USP), a Medicines for Malaria Venture (MMV), a iniciativa Drugs for Neglected Diseases Initiative (DNDi) e a Fundação de Amparo à Pesquisa do Estado de São Paulo (Fapesp).
O projeto MINDI é a primeira colaboração entre a MMV, DNDi e instituições acadêmicas latino-americanas voltada à otimização de compostos líderes, uma etapa fundamental no processo de descoberta de medicamentos. O objetivo do projeto é desenvolver medicamentos orais que sejam altamente eficazes, acessíveis, seguros, baratos e não tóxicos, especialmente para populações vulneráveis como crianças e gestantes. Essa iniciativa busca oferecer soluções concretas para problemas de saúde pública e está alinhada aos Objetivos de Desenvolvimento Sustentável da ONU.

## Carreira Acadêmica e Contribuições Científicas
Na Sociedade Brasileira de Química (SBQ), Luiz Carlos Dias desempenhou papéis de liderança, incluindo dois mandatos como secretário-geral (2000-2004), presidência da comissão organizadora de quatro reuniões anuais e editoria do boletim eletrônico da SBQ (2000-2006). Também foi editor do Journal of the Brazilian Chemical Society (2005-2013) e membro do conselho consultivo da entidade (2006-2008). Atuou ainda como membro do Comitê de Assessoramento de Química do CNPq (2007-2010), coordenador adjunto (2008-2011) e coordenador da área de Química na Fundação Coordenação de Aperfeiçoamento de Pessoal de Nível Superior (Capes) (2011-2014).
Ele também é membro titular da Academia Brasileira de Ciências (ABC) e da Academia de Ciências do Estado de São Paulo (ACIESP). Além disso, foi eleito Fellow da Royal Society of Chemistry e da International Union of Pure and Applied Chemistry (IUPAC), demonstrando sua influência internacional no campo da química.

## Divulgação Científica
Além de seu trabalho em laboratório, Luiz Carlos Dias tem se envolvido em divulgação científica, participando de entrevistas e debates sobre ciência no Brasil, especialmente sobre o desenvolvimento de medicamentos para doenças tropicais.
Dias também é um defensor da ciência e da luta contra o negacionismo científico e a desinformação. Participou ativamente de programas de divulgação científica, como o festival Pint of Science Campinas e o programa Trocando em Miúdos da Rádio Universitária FM da Universidade Federal de Uberlândia (UFU), no qual apresenta dois quadros intitulados "Campanha de vacinação contra a desinformação" e "Ciência em tempo de avanço", que visam combater a desinformação e promover informações científicas confiáveis.
Em suas atividades de divulgação científica, Luiz Carlos Dias já participou de cerca de 700 colunas em jornais, entrevistas para TV e rádio, e textos para revistas. Também realizou cerca de 360 conferências no Brasil e no exterior. Dias tem 125 publicações científicas, e dois capítulos de livros, além de ser titular de duas patentes.
Ele também é autor do livro Não há mundo seguro sem ciência. A luta de um cientista contra as pseudociências, publicado pela Editora Paraquedas. Nesse livro, ele relata a pandemia de Covid-19 e como essa crise sanitária foi afetada por questões políticas e sociais no Brasil. O livro trata de conceitos como ciência, pseudociência, negacionismo científico, charlatanismo, desinformação, fake news, tratamentos ineficazes contra a Covid-19, e explica o processo de desenvolvimento de vacinas.
O livro também reconhece o trabalho de cientistas, pesquisadores e profissionais da saúde que atuaram na linha de frente do combate à pandemia. O texto de orelha foi escrito pela Dra. Margareth Pretti Dalcolmo, médica e pesquisadora da Fundação Oswaldo Cruz (Fiocruz), e o livro conta com prefácios escritos pelo Dr. Gonzalo Vecina, Gustavo Mendes Lima Santos e a Dra. Luana Araujo. Os posfácios foram escritos pelo Prof. Peter Schulz, pela Profa. Soraya S. Smaili e pela Dra. Rosana Richtmann.

## Atuação durante a Pandemia de COVID-19
Durante a pandemia de COVID-19, atuou como membro da força-tarefa da Unicamp para o combate ao vírus, lutando contra as fake news e promovendo o esclarecimento da sociedade. Ele também é membro do Comitê Científico do Movimento SoU_Ciência e do Comitê Gestor do INCT-INOFAR, que visa o desenvolvimento de novos medicamentos.

## Prêmios e Reconhecimento
Luiz Carlos Dias tem sido reconhecido por suas contribuições à ciência e recebeu diversos prêmios nacionais e internacionais. Ele também atua como membro de sociedades científicas e colabora com grupos de pesquisa em todo o mundo.
Ao longo de sua carreira, ele recebeu diversas honrarias e prêmios, como a Medalha Journal of the Brazilian Chemical Society (JBCS) em 1999, o Prêmio de Reconhecimento Acadêmico Zeferino Vaz da UNICAMP em 2009, e a Medalha Simão Mathias da SBQ em 2015. Foi eleito membro titular da Academia de Ciências do Estado de São Paulo (ACIESP) em 2008 e da Academia Brasileira de Ciências (ABC) em 2011.
Em 2015, foi o único brasileiro homenageado na iniciativa "175 Faces of Chemistry" da Royal Society of Chemistry, e em 2021, recebeu o Prêmio Oswaldo Luiz Alves da SBQ pelo seu trabalho na defesa da ciência e na disseminação do conhecimento científico. Ele foi ainda condecorado como comendador da Ordem Nacional do Mérito Científico pela Presidência da República em 2010.
Dias recebeu ainda os prêmios CAPES de Teses Área de Química (2013), Walter Borzani (CRQ IV Região) (2014), Santander Universidades Ciência e Inovação na Área de Saúde (2014), Reconhecimento ADunicamp Prof. Mohamed Habib, na categoria Defesa da vida, saúde física e mental (2022) e ProEC de Extensão Universitária - Pró-Reitoria de Extensão e Cultura Unicamp (2022).
Em 2024, Luiz Carlos Dias também foi condecorado com título de Cidadão Benemérito de Balneário Camboriú (SC), sua cidade natal.

## Participação em Grupos de Pesquisa
Dias também tem sido ativo no apoio ao desenvolvimento de políticas públicas relacionadas à ciência e inovação no Brasil, trabalhando em colaboração com órgãos governamentais e instituições de pesquisa internacionais.
Além disso, Luiz Carlos Dias foi membro do Grupo de Trabalho do MCTI, responsável pela elucidação do caso da fosfoetanolamina, mais conhecida como "pílula do câncer", uma substância que gerou grande controvérsia na mídia brasileira em meados de 2016.

## Vida Pessoal
Luiz Carlos Dias é pai de três filhas: Luana (25 anos), Luiza (23 anos) e Luma (14 anos). Ele continua a ser uma figura proeminente no cenário científico brasileiro, contribuindo significativamente para a educação, pesquisa e divulgação científica.